# Heinrich Möller (Tiermediziner)
Heinrich Möller (* 5. Juni 1841 in Milte; † 5. Februar 1932 in Berlin) war ein deutscher Tierarzt, der Operationstechniken an Haustieren und Pferden entwickelte.

## Leben
Möller wurde als erstes von insgesamt acht Kindern des Kaufmannes und Landwirtes Heinrich Möller und seiner Ehefrau Elisabeth, geborene Schulze zur Hörst, geboren. Der Milter Dorfpfarrer erteilte ihm volksschulbegleitend zur Vorbereitung der Aufnahme ins Warendorfer Gymnasium weiteren Unterricht.
Nach dem Abitur arbeitete Möller für ein halbes Jahr in der seinem Onkel gehörenden Dorfschmiede; im Herbst 1861 schrieb er sich an der damaligen Militär-Rossarztschule Berlin in der dortigen Tierarzneischule als Student ein. Die studienbeendende Fachprüfung absolvierte er mit „sehr gut“; damit verbunden war die Approbation zum Tierarzt 1. Klasse. Nach Tätigkeiten als Rossarzt im preußischen Heer in Paderborn und Münster wurde er mit 27 Jahren Kreistierarzt und erhielt 1869 einen Ruf als Inspizient an die Militärrossarztschule in Berlin. Mit der Arbeit „Über die Entwicklung der Hufe“ wurde er zum Dr. phil. an der Universität Rostock promoviert. 1873 wechselte er vom Militärdienst als Lehrer der Tierheilkunde an die Landwirtschaftliche Akademie Proskau. 1876 wurde er als Lehrer an die Königliche Tierarzneischule Berlin (ab 1887 Tierärztliche Hochschule) berufen. Zeitgleich erfolgte seine Berufung in die technische Deputation für das Veterinärwesen. Im Folgejahr erhielt er einen Ruf in die Prüfungskommission für beamtete Tierärzte. 1881 erhielt er eine Professur und wurde 1885 der erste Direktor der selbständigen chirurgischen Veterinärklinik.

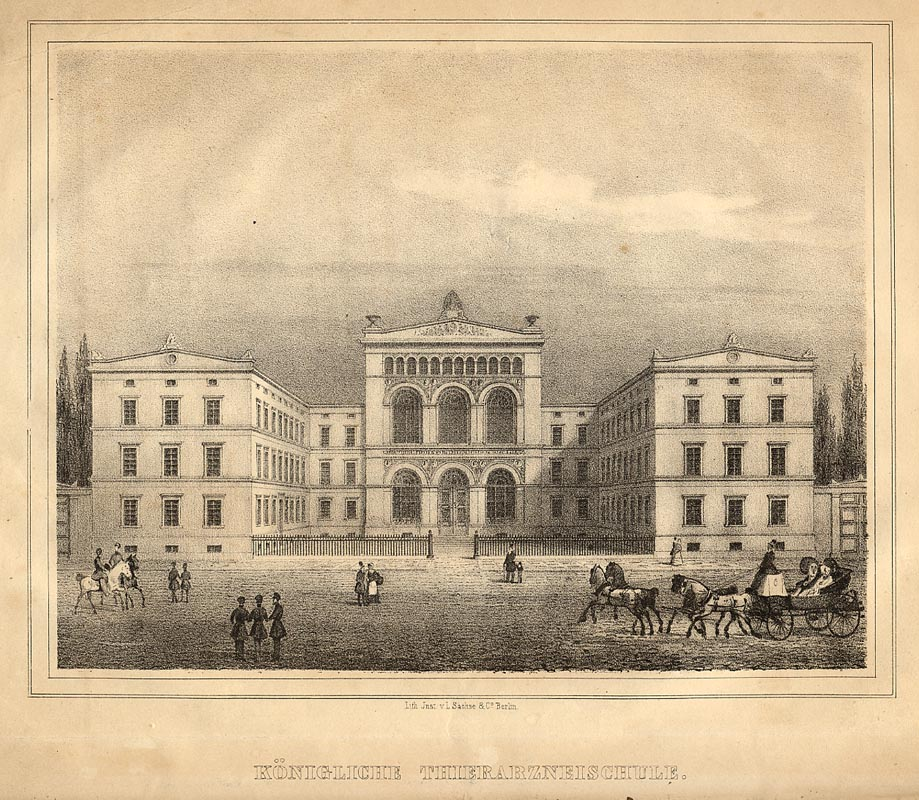
Tierarzneischule Berlin 1841

Die von Möller entwickelten Diagnosemethoden und Operationstechniken an Haustieren und Pferden machten ihn und die Klinik international bekannt. So geht auf Möller die Unterscheidung zwischen Hang- und Stützbeinlahmheit bei Pferden zurück. Beachtung fanden seine Experimente der operativen Behandlung des Aryknorpels zur Therapie des Kehlkopfpfeifens beim Pferd; ferner entwickelte er Operationsverfahren zur Behandlung verknöcherter Sprunggelenke bei Pferden.
Möller war Mitglied diverser akademischer Fachverbände einschließlich der Tierärztlichen Gesellschaft Berlin sowie aufgrund seiner internationalen Reputation Ehrenmitglied der Tierärztevereinigungen in Ungarn, USA und Großbritannien.
Möller war der Schwiegersohn des bedeutenden Freimaurers Hermann Settegast und zwischen 1900 und 1925 Großmeister der Provinzial-Großloge von Hamburg in Berlin.
Er wurde auf dem Südwestkirchhof in Stahnsdorf beigesetzt.

## Bücher
- Grundriss des Hufbeschlags. Parey, Berlin 1933.
- mit Louis Born: Handbuch der Pferdekunde. Parey, Berlin 1928, 9. Auflage (neubearbeitet von Rudolf Disselhorst)
- Grundriß des Hufbeschlags. Parey, Berlin 1922, Zugl. 11. Auflage der Anleitung zum Bestehen der Hufschmiedeprüfung.
- Hufpflege, Hufschutz und -Beschlag Parey, Berlin 1922, 2. Auflage.
- Handbuch der Pferdekunde. Parey, Berlin 1921, 8. Auflage.
- Die Hufkrankheiten des Pferdes, ihre Erkennung, Heilung und Verhütung. Parey, Berlin 1920, 5. Auflage.
- Klinische Diagnostik der äusseren Krankheiten der Haustiere. Enke, Stuttgart 1920, 6. Auflage.
- Lehrbuch der Augenheilkunde für Tierärzte. Enke, Stuttgart 1910.
- Hermann Settegast: Die deutsche Freimaurerei, ihre Grundlagen, ihre Ziele. A. Unger, Berlin 1919, 9. Auflage, Neubearbeitung von Heinrich Möller.